# Sette santi della Chiesa ortodossa bulgara

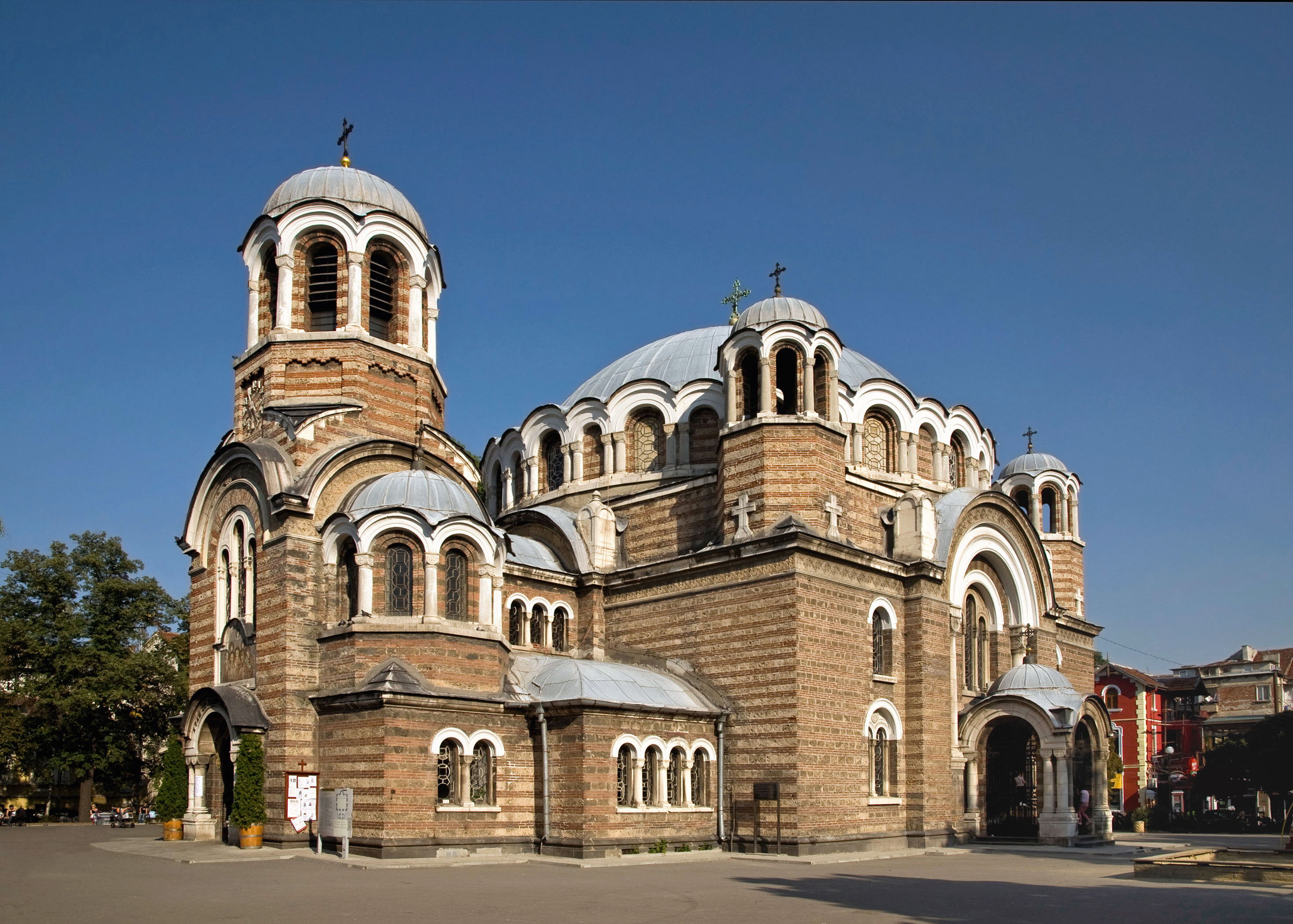
La "Chiesa dei sette santi", nel centro di Sofia. In origine, durante l'impero ottomano, era una moschea, costruita nel 1528 dall'architetto Sinān per ordine del sultano Solimano il Magnifico, su una proprietà del monastero di Rila dove era presente un Metochio.

I sette santi della Chiesa ortodossa bulgara sono Cirillo e Metodio, Clemente di Ocrida, Naum di Ocrida, Gorazd, Sava e Angelarius.
Sono venerati come creatori e propagatori della liturgia e della letteratura presso i popoli Slavi e l'Europa orientale. Fondamentale per il successo della loro opera fu il sostegno del sovrano bulgaro Boris I.
Dal 24 maggio 1851, durante il Risorgimento bulgaro, la giornata è celebrata da tutti come una festa nazionale. Oggi è una festa ufficiale della Bulgaria e una festa non ufficiale in Russia, Serbia, Croazia, Romania (Alfabeto cirillico rumeno), Repubblica Ceca e Slovacchia. In Bulgaria, il 24 maggio è stata dichiarata la Giornata dell'educazione e della cultura bulgara e della scrittura slava.